# Lago Boyd (Territórios do Noroeste)
O lago Boyd é um lago de água doce localizado nos Territórios do Noroeste, no Canadá.

## Geografia
Este lago encontra-se localizado na parte sudeste dos Territórios do Noroeste, a leste do lago Fayrdreyk e a norte do lago Uoldaya. O rio Boyd flui daqui para o lago Dubont, que por sua vez é um afluente do rio Telon, onde desagua pela margem direita, seguindo por esta via para a baía de Hudson.